# Deppea erythrorhiza
Deppea erythrorhiza là một loài thực vật có hoa trong họ Thiến thảo. Loài này được Schltdl. & Cham. mô tả khoa học đầu tiên năm 1830.